# Alia Sabur
Alia Sabur (Nova York, 22 de febrer de 1989) és una nena prodigi que es va graduar en enginyeria de materials a l'edat de 14 anys i va arribar a ser catedràtica amb 18 anys, sent la persona més jove del món a aconseguir aquest rang universitari, segons el llibre Guinness dels rècords.

## Joventut
Sabur va néixer a Nova York. La seva mare, Julie Sabur (de soltera Kessler), va treballar com a reportera a News12 Long Island fins al 1995 i es va casar amb Mohammed Sabur, pakistanès l'any 1980. Alia, va néixer el 22 de febrer de 1989 mostrant des de ben petita signes d'una gran capacitat. Els seus test d'intel·ligència sortien de l'escala, segons un dels seus educadors, que la va examinar quan anava a primer curs. A quart, va deixar l'escola publica i va ser admesa a la State University of New York at Stony Brook a l'edat de 10 anys, graduant-se summa cum laude amb 14. Va obtenir el cinturó negre de Tae Kwon Do als 9 anys.
Després de Stony Brook, Sabur va assistir a la Universitat de Drexel, on va obtenir un màster l'any 2006. L'any 2007, Alia va rebre la Dean fellowship de la Universitat de Drexel. Aquell mateix any, va ocupar una plaça temporal a la Southern University a Nova Orleans després de l'Huracà Katrina.